# Епиген Сикионски
Епиген Сикионски (Грчки: Ἐπιγένης ὁ Σικυώνιος) био је старогрчки песник. Неки су га збунили са његовим имењаком, комичним песником.
Енциклопедија Суда га наводи као најстаријег писца трагедије. Под речју „трагедија“ овде можемо разумети само стару дитирамбичку и сатиричну трагоидију (tragôidia). У његовом раду је садржан могуже један од најранијих корака у постепеној трансформацији старе дитирамбијске представе у драматичну трагедију каснијих времена, и можда би требало да оправда тврдњу која проналазак трагедије приписује Сикиоњанима.
Не знамо период у коме је периоду Епиген стварао и око тога постоје различита мишљења.